# Mitrephora keithii
Mitrephora keithii är en kirimojaväxtart som beskrevs av Henry Nicholas Ridley. Mitrephora keithii ingår i släktet Mitrephora och familjen kirimojaväxter. Inga underarter finns listade i Catalogue of Life.

## Bildgalleri

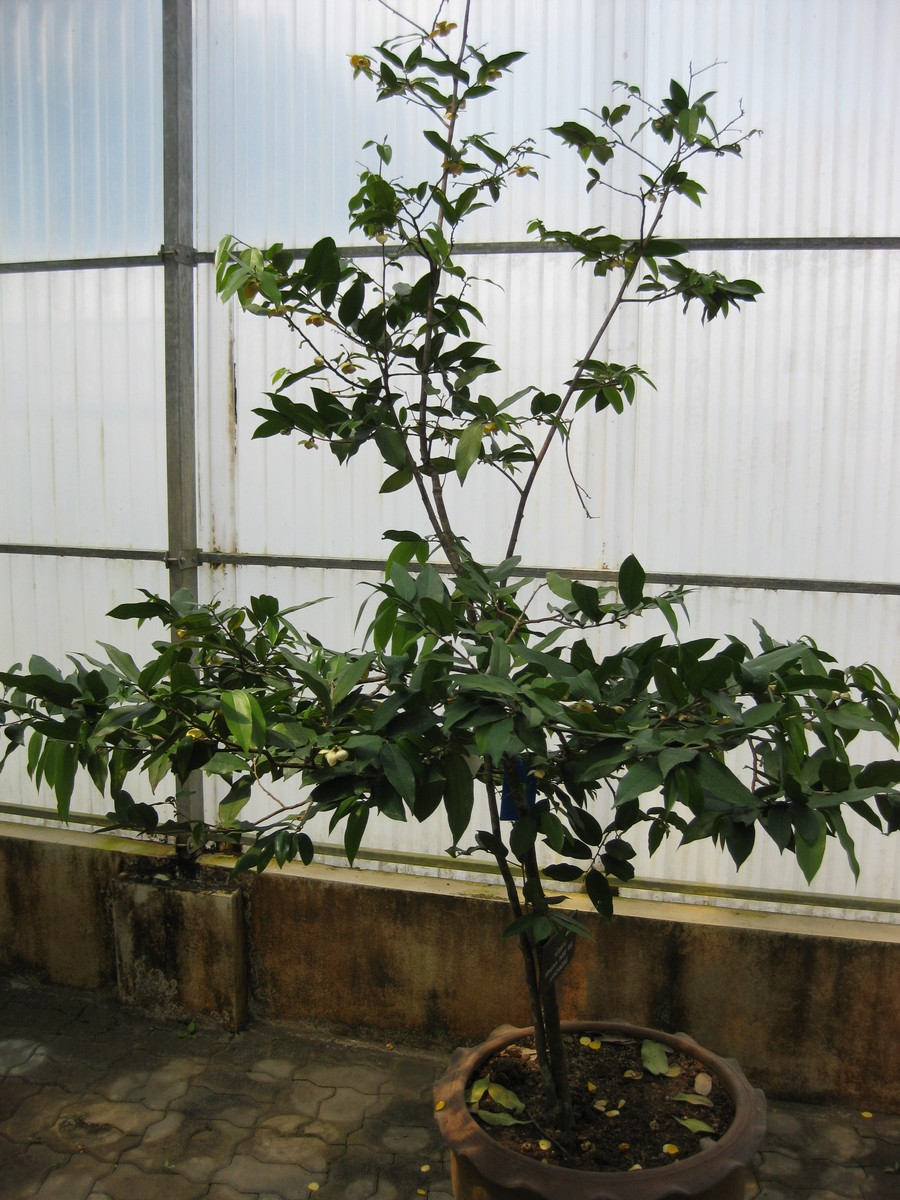
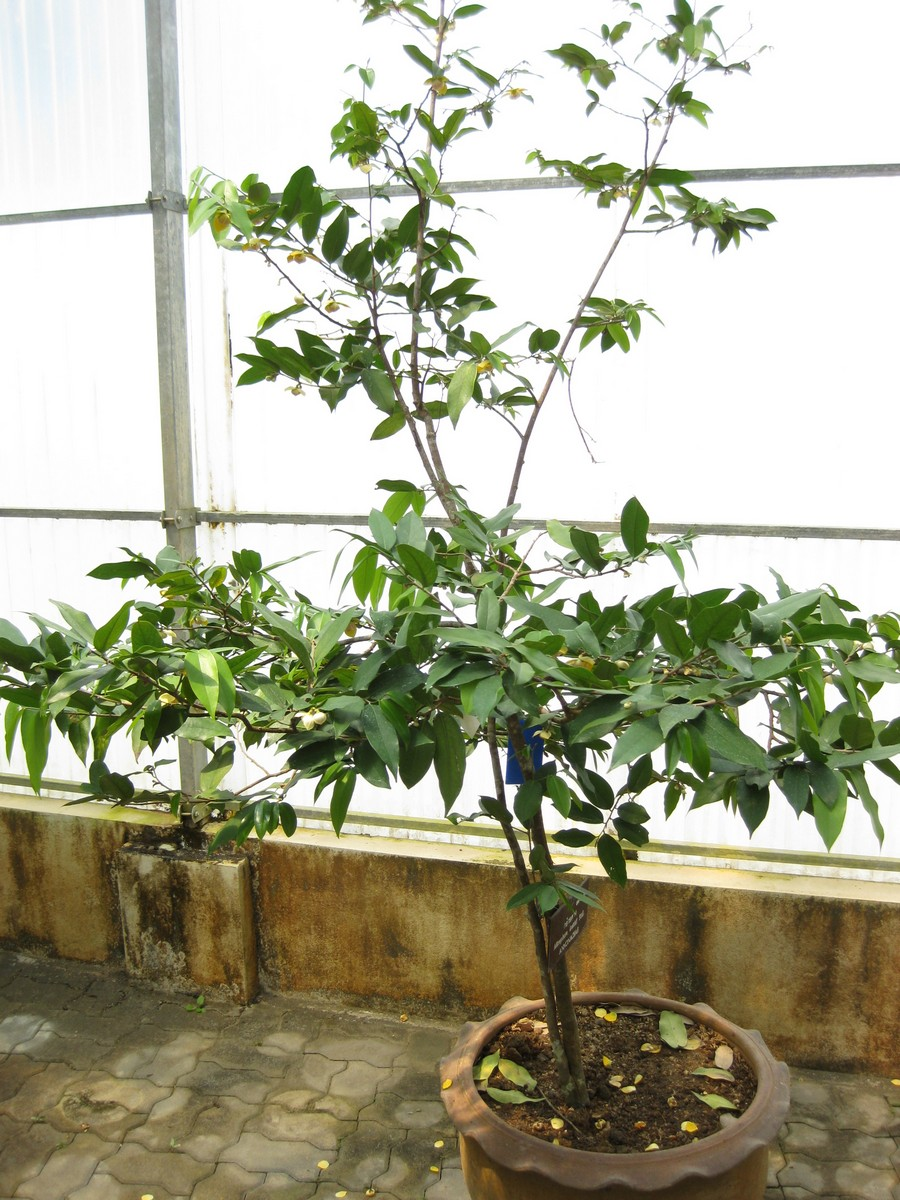
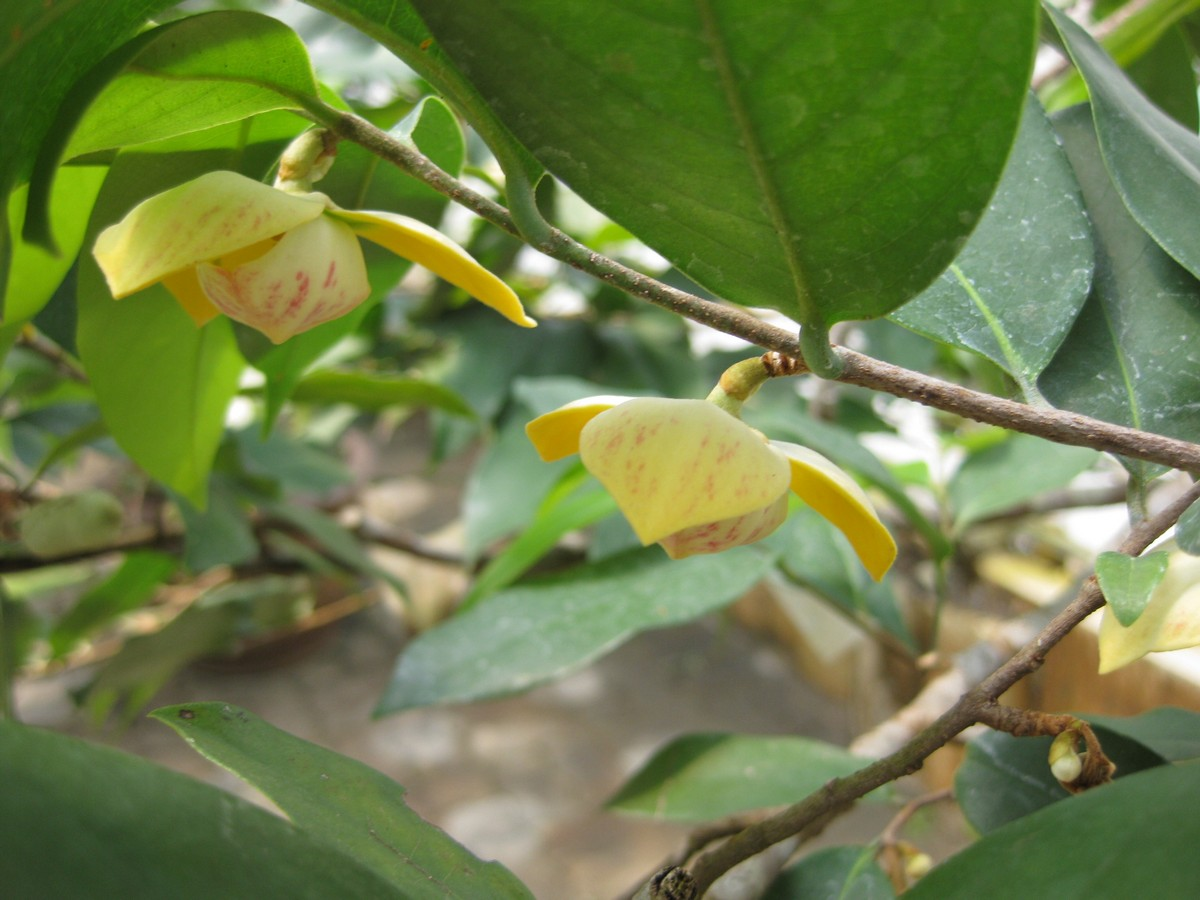
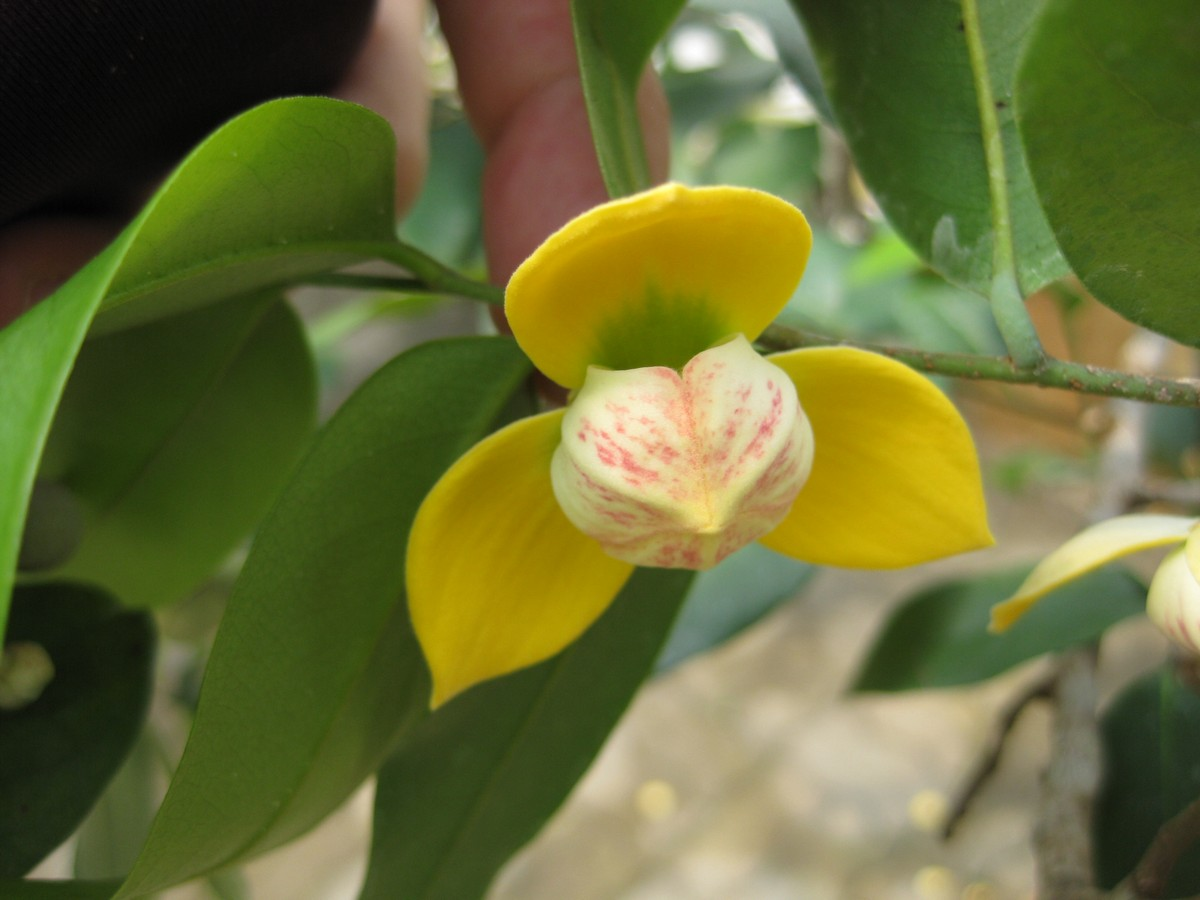
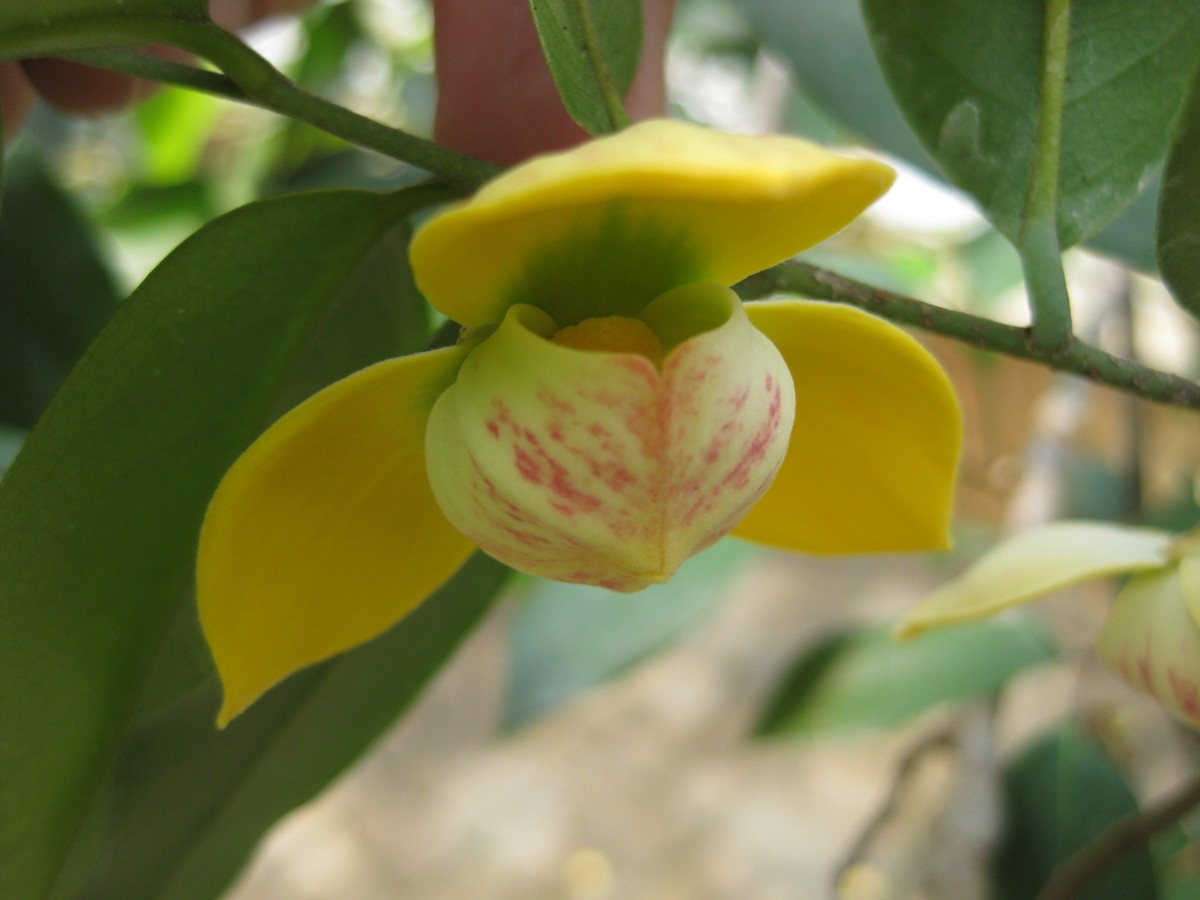
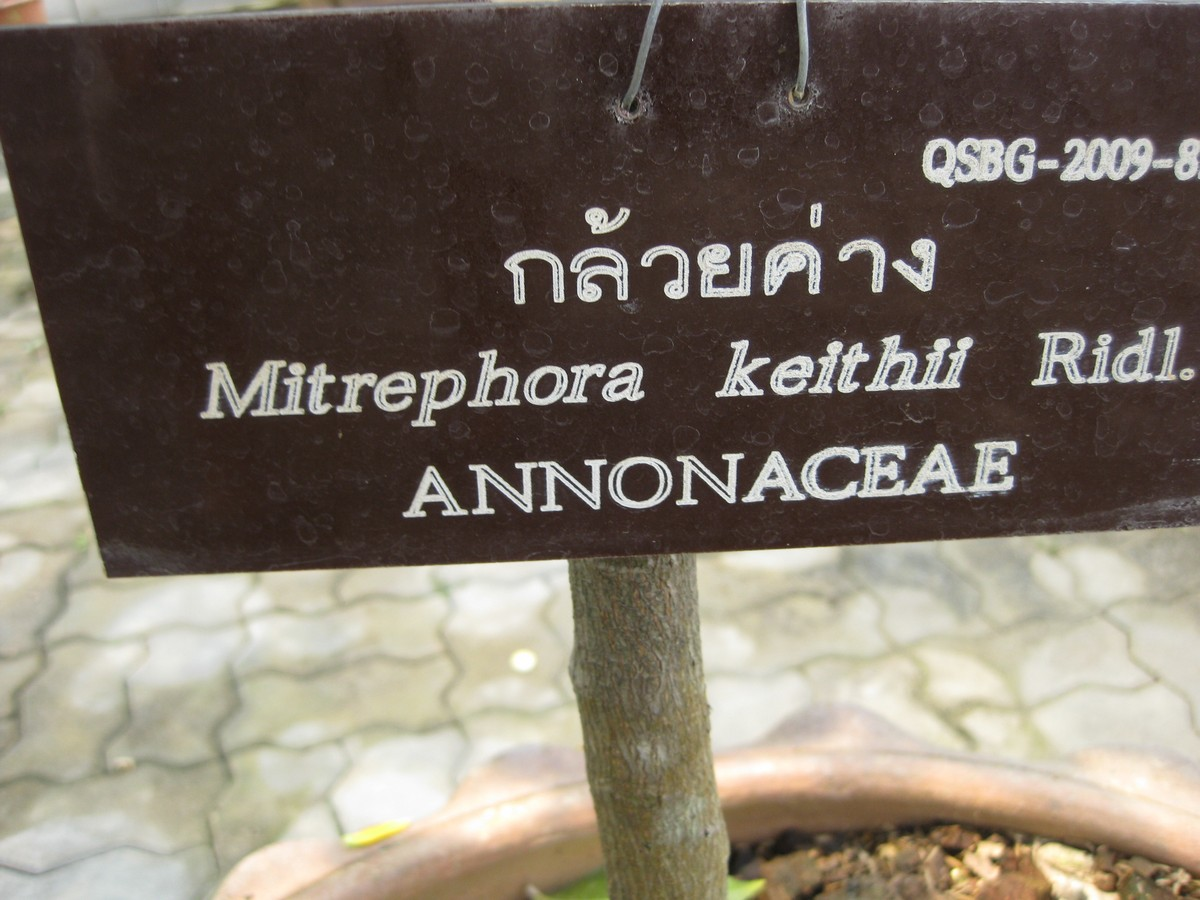